# Dostıq FK Almatı
Dostıq FK Almatı (Kazachs Достық ФК Алматы)) was een voetbalclub uit Alma-Ata in Kazachstan.
De club werd opgericht in 1980 als FK Dostyk Alma-Ata (Russisch ФК Достык Алма-Ата), een vreemde naam. De naam betekent Vriendschap in het Kazachs en is dus helemaal geen Russisch woord; de club is echter genoemd naar het plaatsje Dostyq (Kazachs Достық, Russisch Дружба, Droezjba, hetgeen eveneens Vriendschap betekent) in de oblast Alma-Ata op de grens tussen - toen nog de Kazachse SSR en de Volksrepubliek China. Zoals zoveel gebeurtenissen in de voormalige USSR was ook deze naamgeving propagandistisch van aard: al in 1954 waren de Sovjet-Unie en China overeengekomen om een spoorlijn aan te leggen tussen Alma-Ata en Lanzhou. Al in 1959 was het Russische deel klaar tot in Droezjba, maar door oplaaiende vijandschap tussen de twee volkeren bleef het Chinese gedeelte onvoltooid; Droezjba bleef een slaperig grensstadje. Op 20 juli 1991 werd de spoorlijn voltooid.
De voetbalclub met die propagandistische naam kon in de laatste jaren van de Sovjet-Unie geen sportieve successen boeken; toen de Premjer-Liga in 1992 van start ging in het nu onafhankelijke Kazachstan, werd Dostıq FK Alma-Ata (Достық ФК Алма-Ата), zoals de club nu officieel in het Kazachs heette, logischerwijze niet geselecteerd. Een jaar later wist de ploeg in de regionale competities promotie naar de Kazachstan af te dwingen, waarin de club meteen indruk maakte door de voorronde op de eerste plaats af te sluiten; in de kampioenscompetitie zakte de club echter ver weg en werd slechts zevende. Wel werd dat jaar de Beker van Kazachstan gewonnen door Taraz FK Jambıl in de finale met 4-2 terug te wijzen. In 1994 krijgt de - dan nog - hoofdstad van het land een nieuwe, Kazachse naam: Almaty, dus de club verandert mee van naam: Dostıq FK Almatı (Kazachs Достық ФК Алматы). Gevoetbald wordt er echter niet meer onder deze naam: de financiële moeilijkheden zijn te groot geworden en de club trekt zich vlak voor het begin van het seizoen 1994 terug.

## Erelijst
- Beker van Kazachstan

Winnaar: 1993

## Historie in dePremjer-Liga
| Jaar | Competitie | Prestatie                                                  | (Naam)             |
| ---- | ---------- | ---------------------------------------------------------- | ------------------ |
| 1992 | Topdivisie |                                                            |                    |
| 1993 | Topdivisie | 1ste plaats in voorrondegroep A, 7de in de kampioensgroep  | Dostıq FK Alma-Ata |
| 1994 | Topdivisie | Voor het begin van het seizoen teruggetrokken en opgeheven |                    |

## Naamsveranderingen
Alle naamswijzigingen van de club op een rijtje:
| Jaar (Datum) | Nieuwe naam (Russisch: Nederlandse transcriptie) (Kazachs: Qaydar-transcriptie) | Nieuwe Russische naam (t/m 1991) | Nieuwe Kazachse naam (vanaf 1992) |
| ------------ | ------------------------------------------------------------------------------- | -------------------------------- | --------------------------------- |
| 1980         | FK Dostyk Alma-Ata                                                              | ФК Достык Алма-Ата               |                                   |
| 1992         | Dostıq FK Alma-Ata                                                              |                                  | Достық ФК Алма-Ата                |
| 1994         | Dostıq FK Almatı                                                                |                                  | Достық ФК Алматы                  |

Premjer-Liga · 
birinşi lïgası ·
Beker van Kazachstan · 
Supercup van Kazachstan

Kazachse deelnemers aan de AFC-toernooien · 
Kazachse deelnemers aan de UEFA-toernooien

Kazachse voetbalbond · 
Kazachs voetbalelftal